# Hanna Heckt

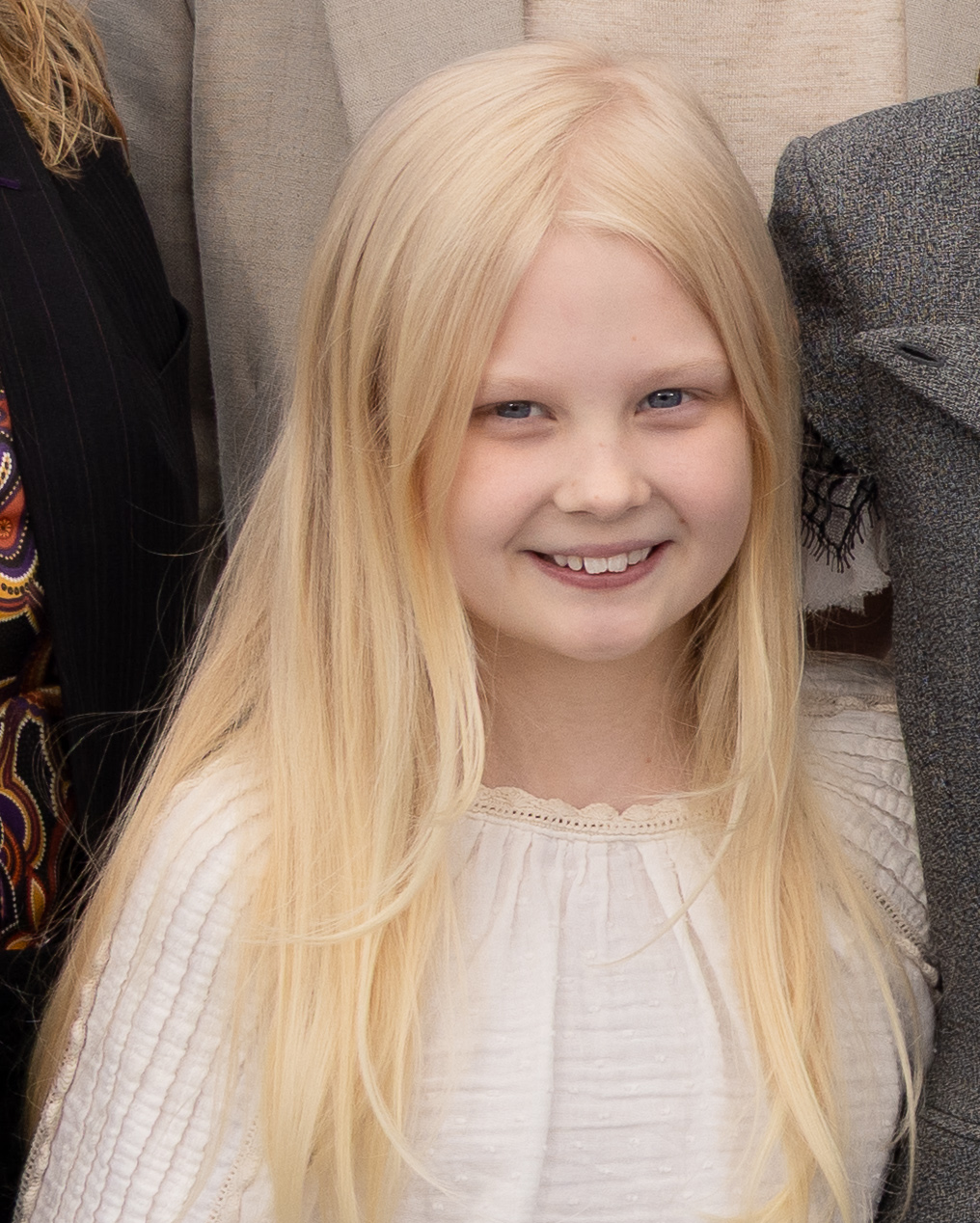
Hanna Heckt (2025)

Hanna Heckt (* 2015) ist eine deutsche Kinderdarstellerin.

## Leben
Hanna Heckt ist die jüngste Tochter einer halbfinnischen Grundschullehrerin und eines bulgarischstämmigen IT-Bereichsleiters und wächst in Hamburg auf. Im Alter von fünfeinhalb Jahren eiferte das blonde Mädchen ihrer vier Jahre älteren Schwester nach, die bereits als Kindermodel arbeitete. Daraufhin wurde Heckt von ihrer Mutter bei einer Berliner Schauspielagentur für Kinder und Jugendliche angemeldet. Ihre Karriere als Kindermodel begann sie mit Aufnahmen für einen Werbefilm des Otto-Versands.
Hanna Heckt lebt mit ihrer Familie in Hamburg und wird von ihren Eltern bilingual (Deutsch und Finnisch) erzogen. Sie besucht eine Montessori-Schule und zählt den Tennissport und früher das Kunstturnen zu ihren Hobbys.

## Schauspielkarriere
Ihr Schauspieldebüt im Fernsehen gab Heckt mit einer kleinen Rolle in einer Folge der Sat.1-Serie Nachricht von Mama (2022). Größere Gastauftritte folgten in den Serien Notruf Hafenkante (2023) und 2 Minuten (2024). Einem breiteren Fernsehpublikum wurde Heckt durch die Spielfilme Die verschwundenen Eltern (2024) und Ich such dich! (2025) bekannt, die im Rahmen der ZDF-Serie Frühling ausgestrahlt wurden. In diesen übernahm sie an der Seite von Hauptdarstellerin Simone Thomalla die Rolle von Haley Lechner, deren Eltern während eines romantischen Picknicks spurlos verschwinden. Daneben gehörte sie zum Schauspielensemble des Fernsehfilms Stille Nacht, raue Nacht (2024).
Mit Mascha Schilinskis Spielfilm In die Sonne schauen (2025) folgte Heckts erste Kinohauptrolle. Für den Part der Alma musste sie Plattdeutsch lernen und ein Stunttraining absolvieren. Das Drama wurde in den Hauptwettbewerb des 78. Filmfestivals von Cannes eingeladen. Eine weitere Hauptrolle übernahm die 9-Jährige in der Tatort-Folge Das jüngste Geißlein an der Seite des Schwarzwälder Ermittler-Duos Tobler und Berg (dargestellt von Eva Löbau und Hans-Jochen Wagner). Darin ist sie als Mutistin Eliza zu sehen, deren Eltern spurlos verschwinden. Die Folge soll Ende 2025/Anfang 2026 von der ARD ausgestrahlt werden.

## Filmografie
- 2022: Nachricht von Mama (Fernsehserie, 1 Folge)
- 2023: Notruf Hafenkante (Fernsehserie, 1 Folge: Kindeswohl)
- 2024: 2 Minuten (Fernsehserie, 2 Folgen)
- 2024: Frühling – Die verschwundenen Eltern (Fernsehfilm)
- 2024: Stille Nacht, raue Nacht (Fernsehfilm)
- 2025: Frühling – Ich such dich! (Fernsehfilm)
- 2025: In die Sonne schauen